# فيديريكو بينتوس
فيديريكو بينتوس (بالإسبانية: Federico Pintos) هو لاعب كرة قدم أوروغواياني في مركز الوسط، ولد في 17 نوفمبر 1992 في مونتيفيديو في الأوروغواي. شارك مع منتخب الأوروغواي تحت 23 سنة لكرة القدم. أما مع النوادي، فقد لعب مع ديفينسور سبورتينغ وريفر بليت وغودوي كروز ونادي أتليتيكو بيلغرانو.

## وصلات خارجية
- فيديريكو بينتوس على موقع قاعدة بيانات كرة القدم.إي يو (الإنجليزية)
- فيديريكو بينتوس على موقع Soccerway.com (الإنجليزية)
- فيديريكو بينتوس على موقع عالم كرة القدم.نت (الإنجليزية)
- فيديريكو بينتوس على موقع أوليمبيديا (الإنجليزية)